# Stelis quinquenervia
Stelis quinquenervia är en orkidéart som beskrevs av Charles Schweinfurth. Stelis quinquenervia ingår i släktet Stelis och familjen orkidéer. Inga underarter finns listade i Catalogue of Life.